# Morne Diablotins
Ne doit pas être confondu avec Morne aux Diables.
Le morne Diablotins est un volcan de la Dominique, point culminant du pays avec 1 447 mètres d'altitude. C'est le deuxième plus haut sommet des Petites Antilles après la Soufrière en Guadeloupe. Le morne Diablotins est situé dans le nord de l'île, à environ 20 kilomètres au nord de la capitale, Roseau et à 10 kilomètres au sud-est de Portsmouth. Le volcan est situé dans le parc national du Morne Diablotin.

## Histoire
Le sommet du volcan est composé de cinq dômes de lave coalescents, et d'autres dômes se situent sur le versant sud-est. Cinq coulées pyroclastiques se sont répandues, il y a 22 000 à 40 000 ans, jusqu'à la côte. Plusieurs sources chaudes, terrestres et sous-marines, existent près de Glanvillia (pt) ; les secousses ressenties en 1841 et 1893 ont leur origine au morne Diablotins ou au morne aux Diables.
La dernière éruption du volcan date d'environ 30 000 ans.

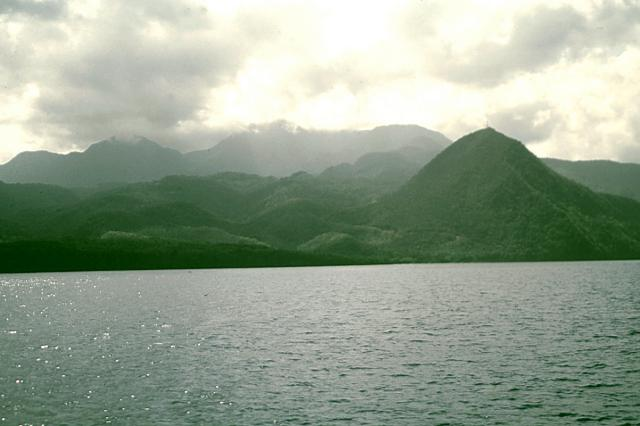
Vue du morne Diablotins ennuagé depuis la mer.